# Mosquée Abu el-Abbas el-Mursi
 (mars 2018).
Si vous disposez d'ouvrages ou d'articles de référence ou si vous connaissez des sites web de qualité traitant du thème abordé ici, merci de compléter l'article en donnant les références utiles à sa vérifiabilité et en les liant à la section « Notes et références ».
La mosquée El-Mursi Abul-Abbas (en arabe : جامع المرسي أبو العباس) est une mosquée d'Alexandrie, en Égypte. Elle est consacrée au saint musulman alexandrin el-Abbas Abul Mursi. Elle se trouve dans le quartier Anfoushi, près de la citadelle de Qaitbay, sur la péninsule de Pharos.

## Histoire
Le bâtiment est édifié en 706 de l'hégire (1306) par Cheikh Zinedin Ibn Kattan (Grand patron des commerçants d'Alexandrie), sur la tombe de Ahmad Abu Al-Abbas Al-Mursi (en), disciple du Grand Cheikh Abu Al-Hassan al-Shâdhilî, saint soufi du XIIIe siècle (né à Murcie en 616/1219 et mort en 686/1287,).
En 1477, la mosquée fut restaurée par le prince Kachmaj Isshaki, sous le règne du roi al-Ashraf Qaitbay. En 1767, le Cheik Abu al-Hassan Ali Ibn Ali al-Maghribi entreprend une nouvelle restauration de l'édifice, qui se trouvait à nouveau cette mosquée en mauvais état.
Le mausolée a été reconstruit durant l'entre-deux-guerres par deux architectes italiens.

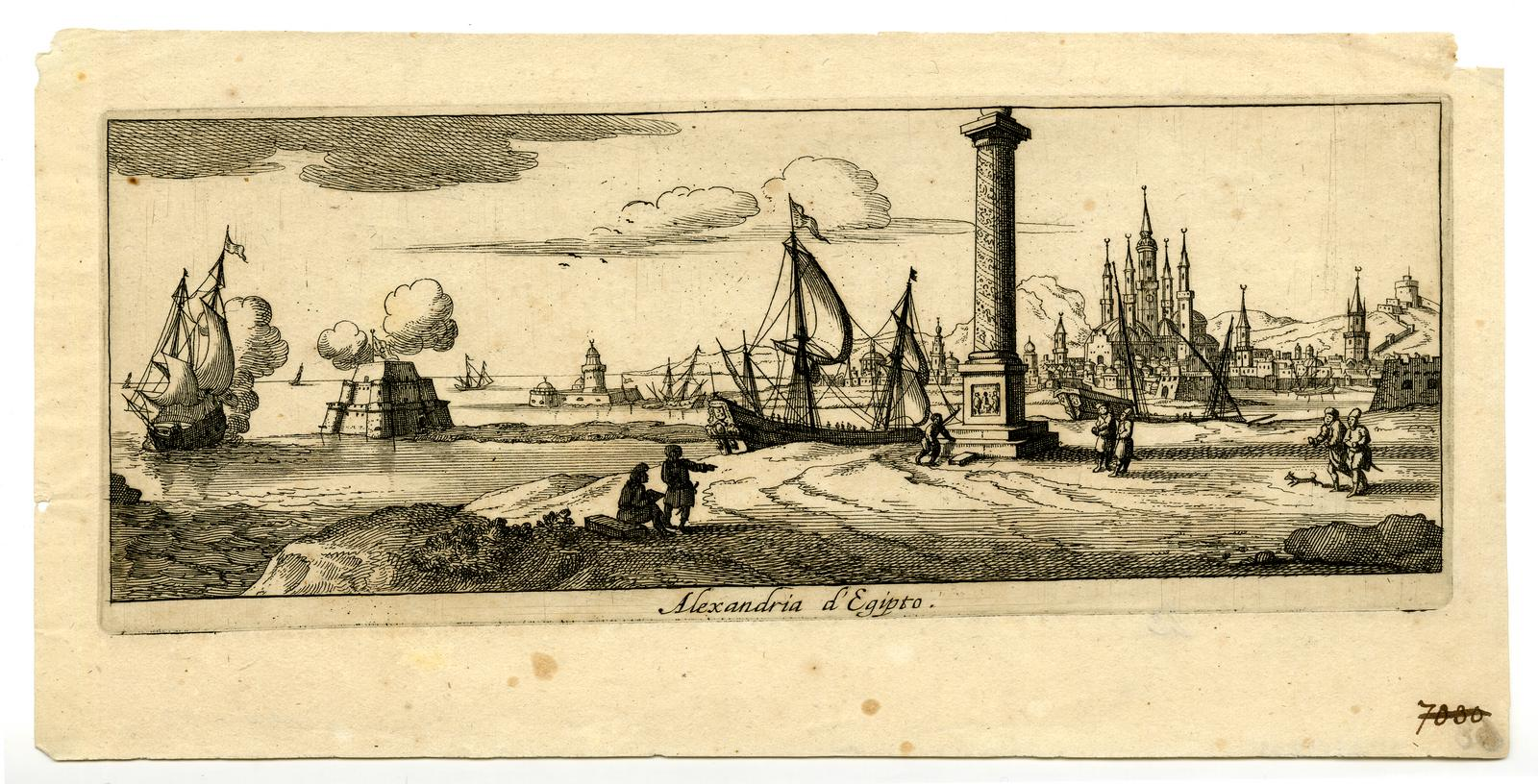
Alexandrie vers 1665. À droite de la colonne, la mosquée. À la pointe, à gauche, la citadelle de Qaitbay. British Museum.
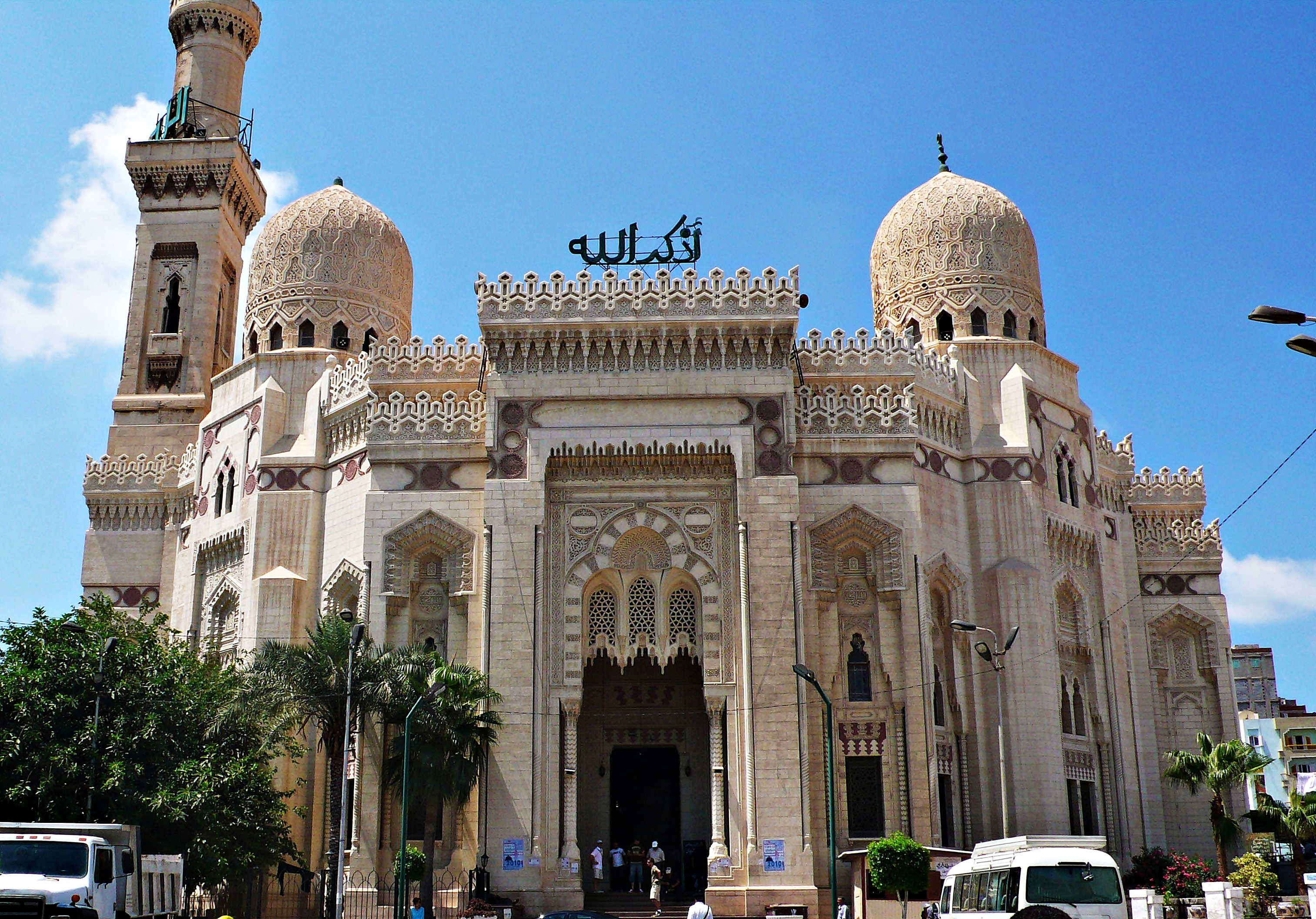
Façade et entrée principales.
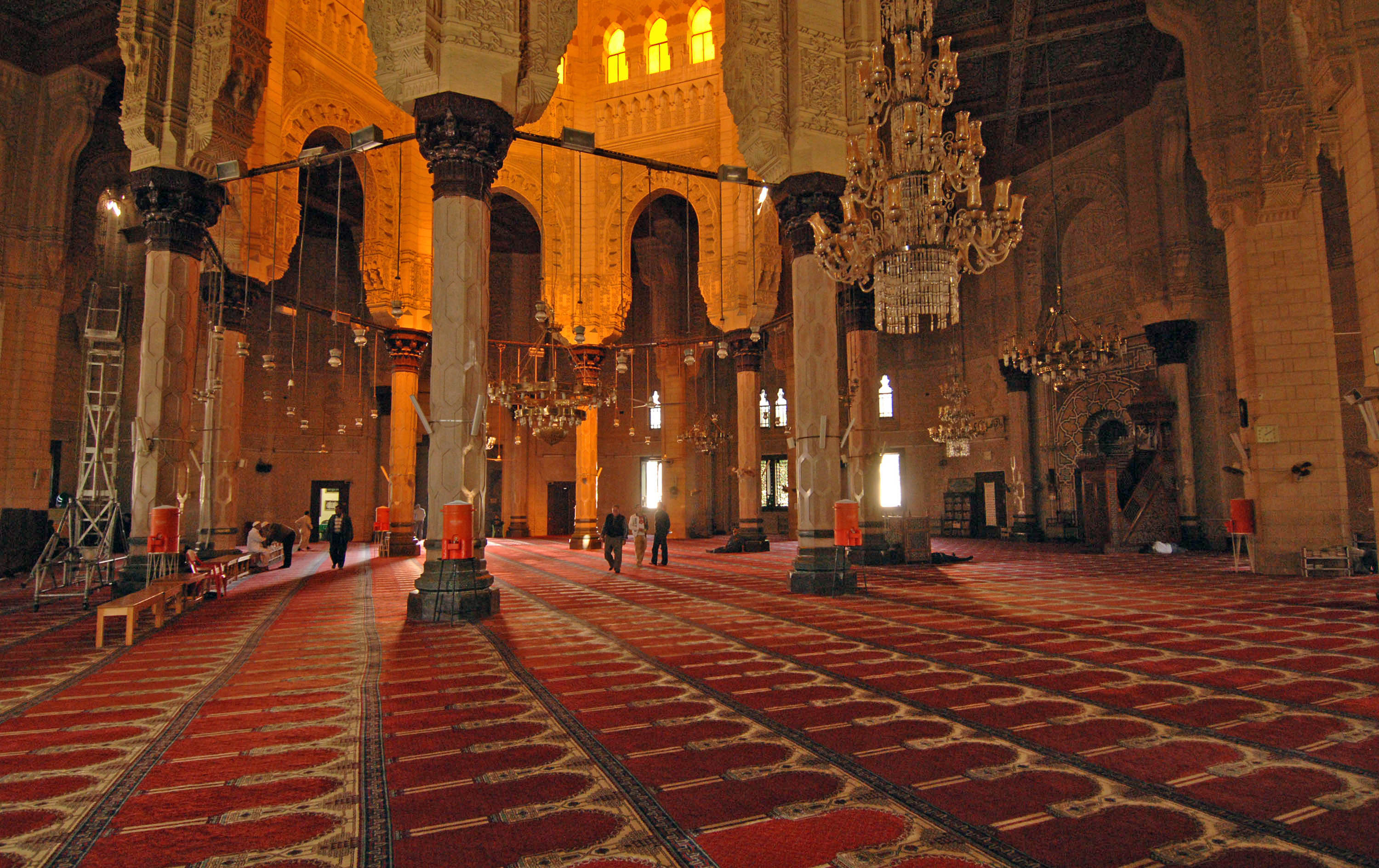
Vue de l'intérieur.